# 宋光宇
宋光宇（1949年3月31日—2016年9月13日），台灣人类学家、考古学家、历史学家、宗教学家。生于台北。

## 生平
1949年生于台北市，籍貫浙江寧波。1971年，获国立台湾大学考古人类学学士学位。1974年，获得考古人类学研究所硕士学位。之后赴美国留学。1990年，获得美国宾夕法尼亚大学历史学博士学位。
1977年1月至1988年7月，任台湾中央研究院历史语言研究所助理研究员；1988年8月，晋升副研究员。1998年7月至2001年8月，任中研院历史语言研究所研究员。后任台湾佛光大学生命学研究所所长，兼人类学系系主任。2016年過世，享壽67歲。

## 著作
- 1978年：《天道钩沉》
- 1983年：《天道钩沉：一贯道调查报告》
- 1992年：《中国民间信仰》
- 1993年：《臺灣經驗(一)─歷史經濟篇》
- 1993年：《臺灣經驗(二)─社會文化篇》
- 1994年：《宗教与社会》
- 1995年：《宗教与社会》
- 2002年：《宋光宇十年问学集》
- 2007年：《台湾史》 [4]
- 2008年：論語心解：從心性的修煉和體悟探索《論語》的真實意涵
- 2014年：《老子心解》
- 2019年：近代華人宗教活動與民間文化：宋光宇教授紀念文集（李世偉 著）